# بالون راقص

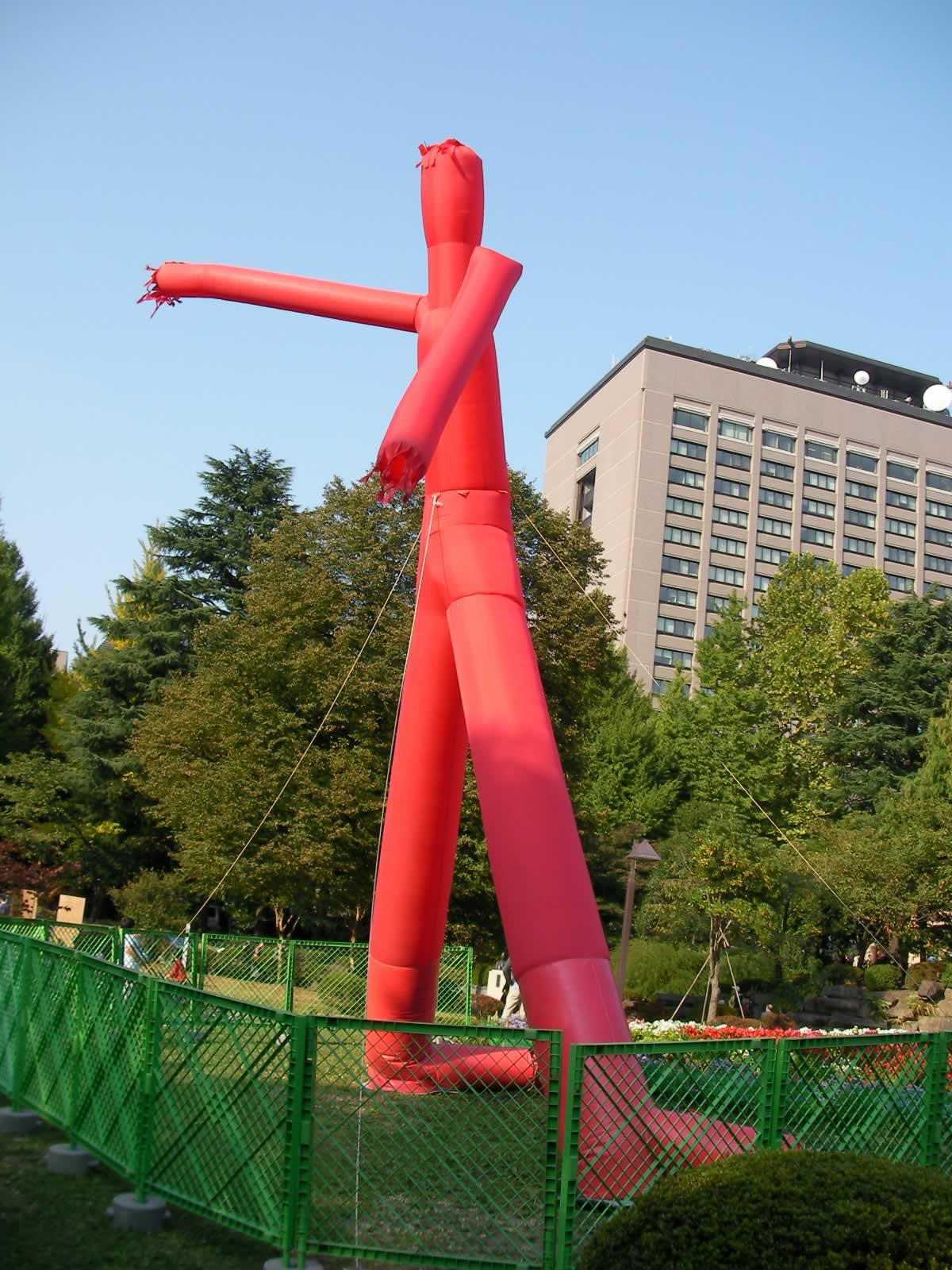
بالون راقص في سنداي باليابان

البالون الراقص أو البالون الهوائي الراقص هو منتج دعائي قابل للنفخ اسمه الأصلي «تول بوي» (الولد الطويل)  يتكون من اسطوانة قماشية طويلة (لها مدخلان أو أكثر) مُتصلة بمروحة كهربائية وتعمل بها. تتحرك الأنبوبة بشكل ديناميكي يجعلها تبدو كأنها ترقص وذلك بفعل الهواء الذي تدفع به المروحة الكهربية بداخلها.
صمم بيتر مينشال، وهو فنان من ترينيداد وتوباجو، البالون الراقص بالتعاون مع فريق ضم الفنان الإسرائيلي دورون جازيت لدورة اللألعاب الأوليمبية الصيفية لعام 1996. أطلق مينشال على اختراعه «تول بوي» (الولد الطويل). ثم استخرج جازيت شهادة براءة اختراع لفكرة بالون راقص قابل للنفخ على شكل إنسان وأعطى رخصة استخدام الفكرة للعديد من الشركات التي صنعت المنتج وباعته.

## مشروعيته
منعت بعض البلديات في الولايات المتحدة استخدام هذه المنتجات. وأصدرت مدينة هيوستن قرارًا، تم تفعيله في 2010،  بحظر استخدام جميع الأجهزة التي تجذب الانتباه لأنها «تزيد من الضوضاء البصرية الحضرية والفساد الذي تسببه وتنتقص من جمال البيئة، وتقلل من الأمن وجودة حياة المجتمع وسكان المدينة.»